# 圣莱热德利尼耶尔
圣莱热德利尼耶尔（法語：Saint-Léger-de-Linières，法語發音：[sɛ̃ leʒe də linjɛʁ] ⓘ）是法国曼恩-卢瓦尔省的一个市镇，属于昂热区。该市镇于2019年由原市镇圣莱热德布瓦和圣让德利尼耶尔合并而成，行政中心位于圣莱热德布瓦。

## 地理
圣莱热德利尼耶尔（47°24'27"N, 0°41'51"W）面积24.08 平方千米，位于法国卢瓦尔河地区大区曼恩-卢瓦尔省，该省份为法国西部内陆省份，大致对应安茹地区，北起顺时针与马耶讷省、萨尔特省、安德尔-卢瓦尔省、维埃纳省、德塞夫勒省、旺代省、大西洋卢瓦尔省和伊勒-维莱讷省接壤。
与圣莱热德利尼耶尔接壤的市镇（或旧市镇、城区）包括：圣朗贝尔拉波特里、博库泽、布什曼恩、萨沃尼耶尔、圣马丹迪富尤、圣奥古斯坦德布瓦、贝孔莱格拉尼特。
圣莱热德利尼耶尔的时区为UTC+01:00、UTC+02:00（夏令时）。

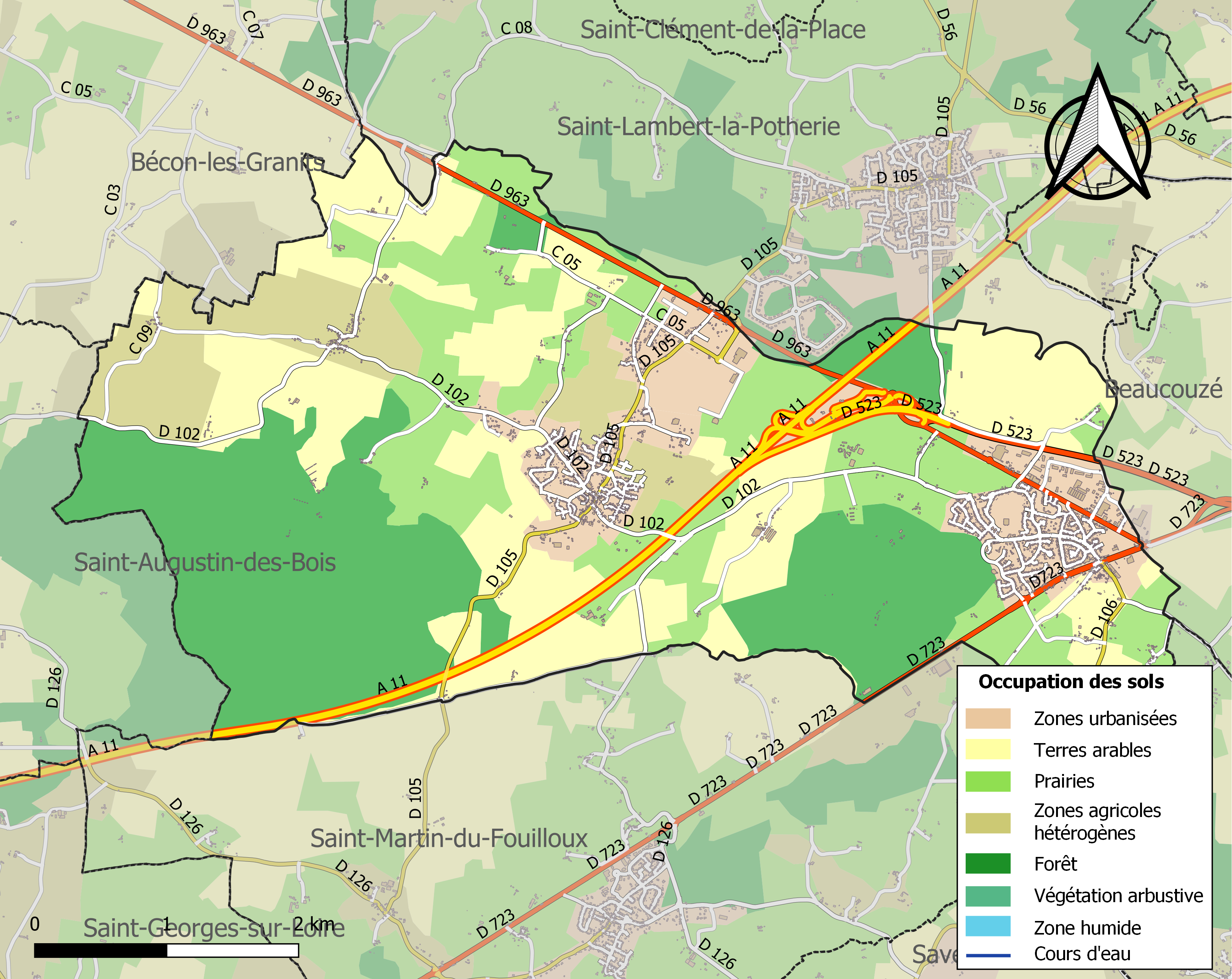
圣莱热德利尼耶尔的OSM定位图

## 行政
圣莱热德利尼耶尔的邮政编码为49170，INSEE市镇编码为49298。

## 政治
圣莱热德利尼耶尔所属的省级选区为昂热第三县。

## 人口
圣莱热德利尼耶尔于2022年1月1日时的人口数量为3860人。